# Bonne (cours d'eau belge)
Pour les articles homonymes, voir Bonne.
La Bonne est un ruisseau de Belgique, affluent du Hoyoux faisant partie du bassin versant de la Meuse. Il coule en province de Liège et se jette dans le Hoyoux au Pont-de-Bonne.

## Parcours
Le ruisseau prend naissance entre /*Soheit-Tinlot /*et Fraiture dans le Condroz liégeois. Sa source se situe à une altitude de 270 m. Le ruisseau passe par Tinlot, Terwagne et Modave avant de se jeter après un parcours d'une douzaine de kilomètres dans le Hoyoux (en rive droite) au Pont-de-Bonne à une altitude de 170 m. À partir de Terwagne et surtout de Modave, la vallée de la Bonne devient plus encaissée. 
Le RAVeL 126 (Huy - Ciney) emprunte sa vallée entre le Pont-de Bonne et Modave.